# Dickinsonia
Dickinsonia ist eine Gattung ausgestorbener Lebewesen. Ihre Vertreter lebten im Ediacarium vor über 555 Millionen Jahren und sind nur schwer mit heutigen  Lebewesen zu vergleichen. Im Allgemeinen wird Dickinsonia als ein früher Vertreter vielzelliger Tiere (Metazoa) angesehen. Seine systematische Einordnung wird auf Grund der zahlreichen oft einzigartigen und daher nur schwer zu interpretierenden Merkmale der Fossilien von Dickinsonia kontrovers diskutiert. Auch eine Einordnung in das Reich der Pilze und die Zuordnung zu einem ausgestorbenen Reich wurden erörtert.

## Merkmale

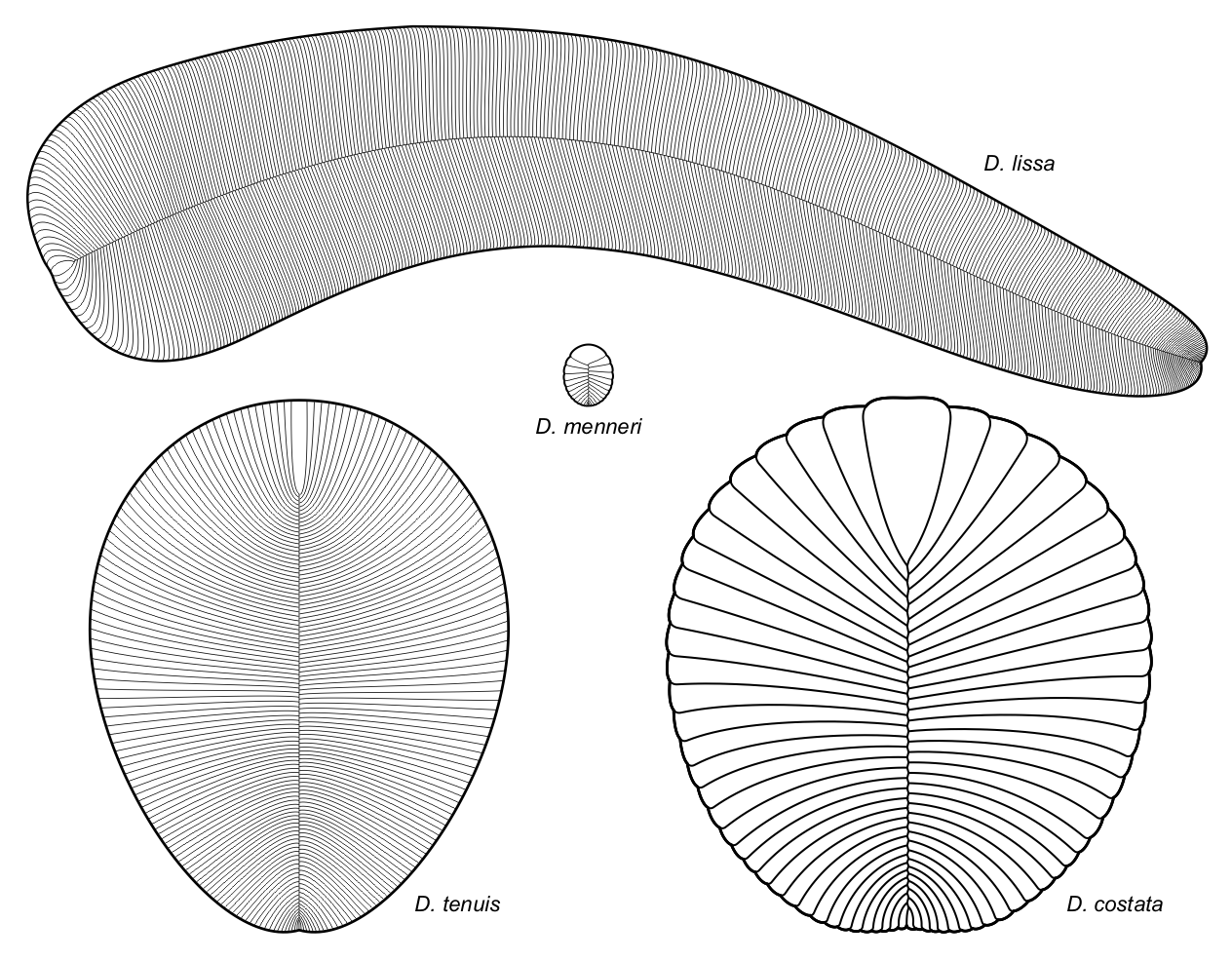
Reliefstrukturen von verschiedenen Dickinsonia-Arten

Fossilfunde von Dickinsonia weisen eine große Variabilität der Größe auf. Basierend auf diesen Funden waren die Vertreter dieser Gattung zwischen 4 mm und 1,40 m groß und nur wenige Millimeter dick. Die meisten Vertreter hatten eine ovale Gestalt. Charakteristisch ist das Relief der Dickinsonia-Fossilien. Ausgehend von einer Zentralfurche ist der Körper von zahlreichen weiteren Furchen durchzogen.
Die gefundenen Fossilien lassen einen großen Spielraum für Interpretationen. Einige Paläontologen um Adolf Seilacher gehen davon aus, dass Dickinsonia ein besonders einfach gebautes, möglicherweise einzelliges Lebewesen war, das einer „flüssigkeitsgefüllten Luftmatratze“ ähnelte. Andere Wissenschaftler gehen von einem komplexer gebauten Organismus aus. Die Zentralfurche wurde so beispielsweise als ein Darm interpretiert. Frühere Interpretationen, nach denen Dickinsonia sowohl einen Mund als auch einen Anus besaß, werden heute kaum noch geteilt. Die von der Zentralfurche ausgehenden Furchen deuten auf eine mögliche Segmentierung des Körpers. Der Körper selbst weist – je nach Interpretation – eine Bilateral- oder Gleitspiegelsymmetrie auf. Seine Enden, die als A-Ende und B-Ende bezeichnet werden, können voneinander unterschieden werden. Die gelegentliche Verwendung der Bezeichnung „anterior“ (vorn) für das B-Ende und „posterior“ (hinten) für das A-Ende gilt als umstritten.
Die Körperform und die Segmentierung wird auch zur Unterscheidung der Dickinsonia-Arten verwendet. Dickinsonia lissa unterscheidet sich von allen anderen Vertretern der Gattung durch ihre längliche Form. Fossilien von Dickinsonia tenius und Dickinsonia costata sind insbesondere anhand der Dichte der Furchen voneinander abgrenzbar. Dickinsonia menneri weist als einziger Vertreter der Gattung ein ausgeprägtes „Kopf“segment auf. Dickinsonia rex ist der mit Abstand größte Vertreter der Gattung.

## Lebensweise
Wie Spurenfossilien aus den südaustralischen Ediacara-Hügeln zeigen, konnten sich Dickinsonia und seine nächsten Verwandten aktiv fortbewegen.
Es wird angenommen, dass Dickinsonia sich eines Mechanismus der Nahrungsaufnahme bediente, der heute nur noch von Vertretern des Stamms der Placozoa genutzt wird. Fossile Spuren deuten darauf hin, dass Dickinsonia auf dem Meeresgrund über Rasen aus Mikroorganismen weidete, diese extern verdaute und mit Hilfe der gesamten ventralen Oberfläche aufnahm.

## Systematik
Auch wenn die systematische Einordnung von Dickinsonia problematisch ist, wird diese Gattung zumeist dem Reich vielzelliger Tiere zugeordnet. Innerhalb dieses Reiches wurde Dickinsonia insbesondere mit heutigen Nesseltieren, Vielborstern oder Strudelwürmern in Verbindung gebracht. Alternativ dazu wurde Dickinsonia auch als ein früher Vorfahre der Chordatiere interpretiert. Die Art der Nahrungsaufnahme lässt eine Verwandtschaft mit Placozoa vermuten.

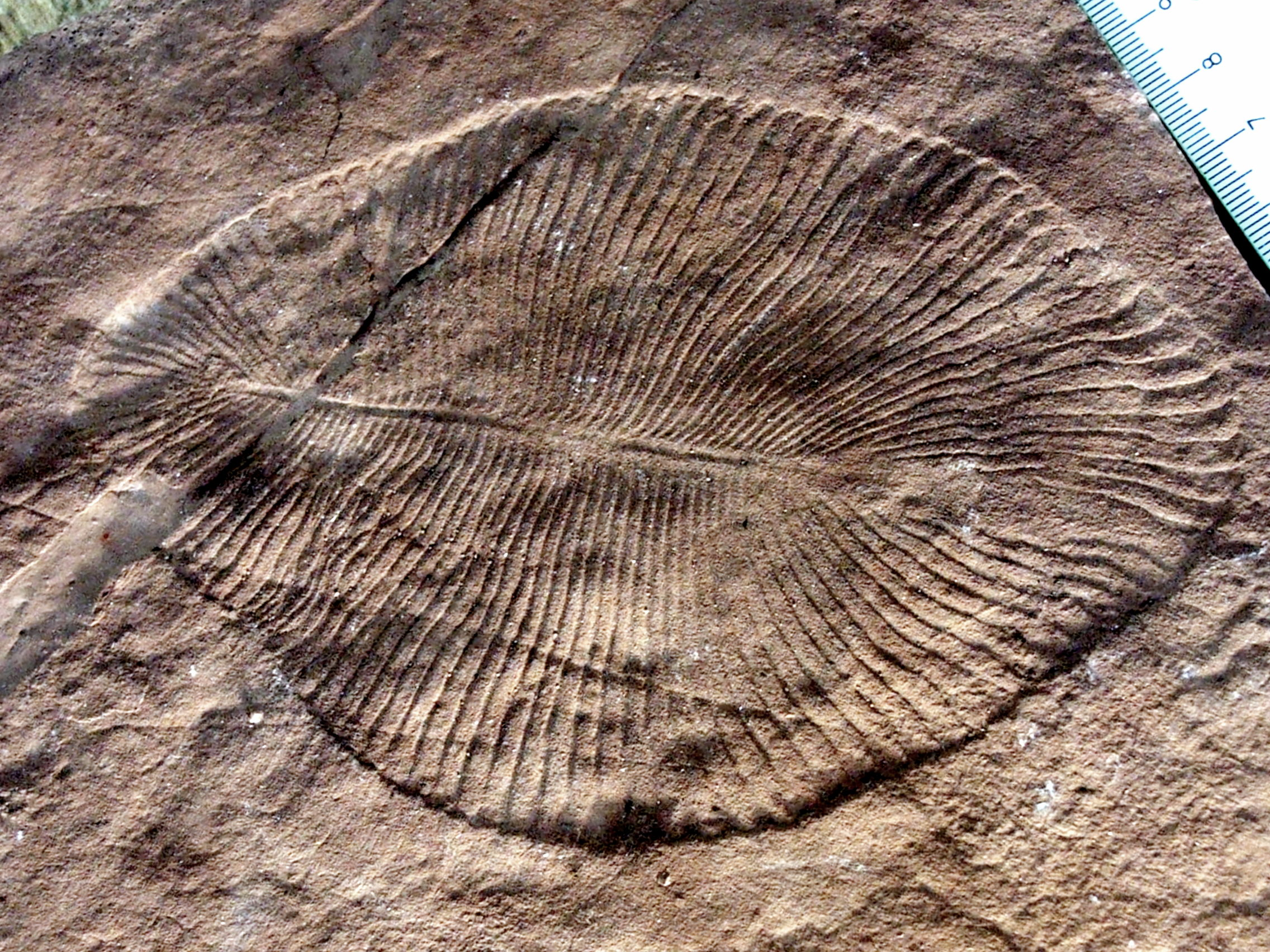
Fossil von Dickinsonia costata

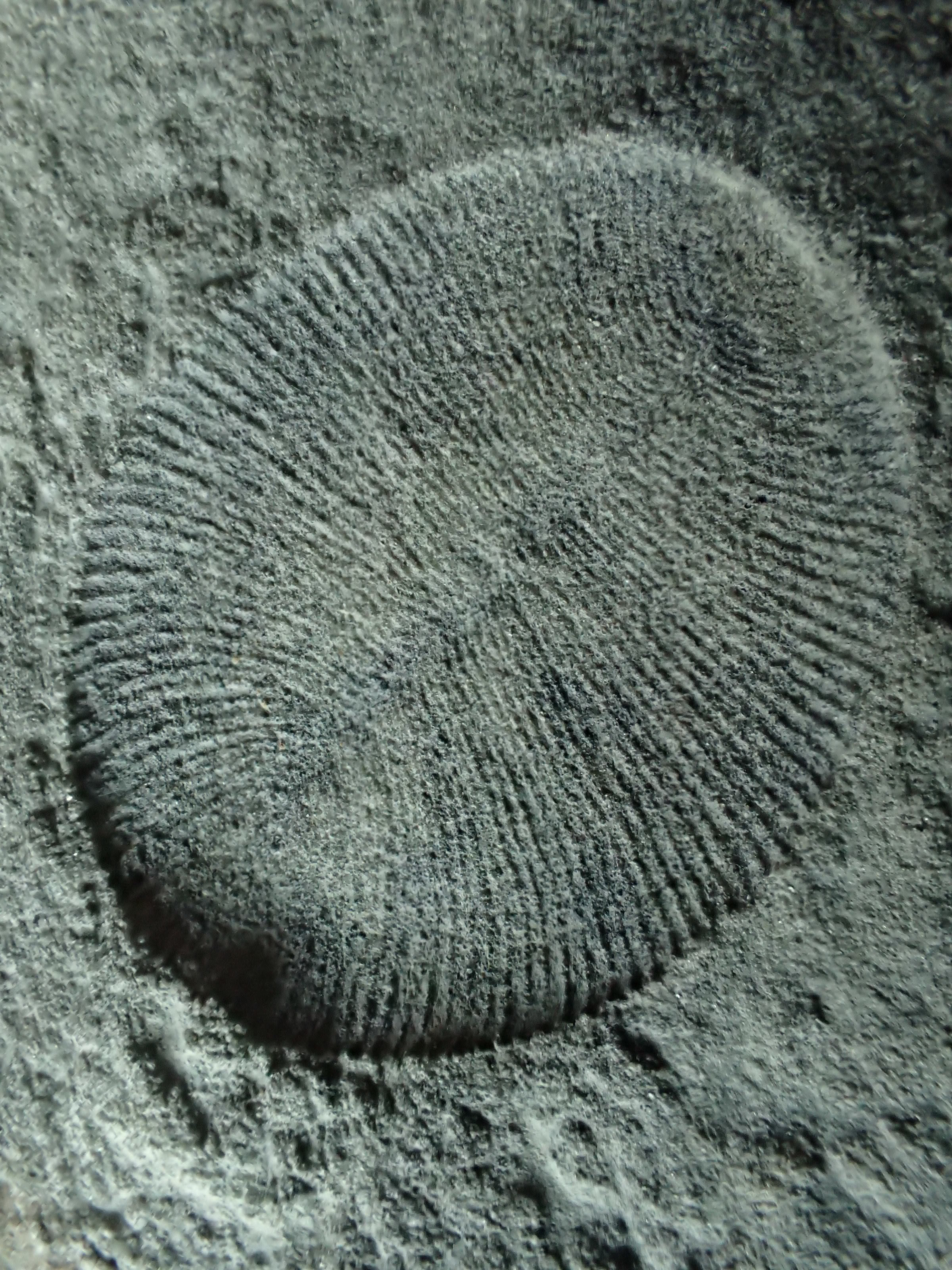
Fossil von Dickinsonia tenuis

Auch eine Zuordnung von Dickinsonia zu anderen Reichen der Lebewesen wurde diskutiert. Unter Annahme einer Symbiose mit Photosynthese betreibenden Mikroorganismen wurde Dickinsonia auch als eine Gattung Flechten bildender Pilze vermutet. Häufig wird Dickinsonia dem hypothetischen und ausgestorbenen Stamm der Vendobionten zugeordnet, die unter anderem als gigantische einzellige Organismen interpretiert und den Protozoen zugerechnet werden.
Im September 2018 wurde im Fachmagazin Science eine Studie veröffentlicht, nach der es sich bei Dickinsonia tatsächlich um ein mehrzelliges Tier handelt. Um zu diesem Ergebnis zu kommen, wurden gut erhaltene, rund 558 Millionen Jahren alte Dickinsonia-Fossilien untersucht, die an einer Klippe an der Küste des Weißen Meeres im arktischen Russland geborgen worden waren. Diese enthielten noch Biomarker, die durch den Abbau von tierischen Fetten entstanden sind. 93 Prozent der Biomarker bestehen aus Molekülen, die dem Cholesterin ähneln, einer Verbindung, die für tierische Lebensformen typisch ist. Nur 1,8 Prozent der Biomarker bestanden aus Resten von Verbindungen, die für Pilze und Flechten charakteristisch sind. Auch die für Einzeller typischen Moleküle fehlen weitgehend.

## Entdeckungsgeschichte
Dickinsonia wurde vom Entdecker der Ediacara-Fauna, dem australischen Geologen Reginald Claude Sprigg, in fossiler Form entdeckt und 1947 wissenschaftlich beschrieben. Sprigg benannte das Fossil nach Ben Dickinson, dem damaligen Direktor der Minen von South Australia. Die Entschlüsselung des Fossiles stellte die Wissenschaft vor zahlreiche Probleme. Sprigg selbst bezeichnete es als das Fossil einer Qualle, Harrington und Moore ordneten Dickinsonia 1956 dem Stamm der Nesseltiere zu. Glaessner und Wade hingegen sahen 1966 eine Verwandtschaft mit den Ringelwürmern. Zwar zeigen die Fossilien kaum Ähnlichkeit mit typischen Ringelwürmern, aber dafür mit aberranten Ringelwurmformen wie Spinther. Sidnie Manton wies diese Interpretation bereits 1967 entschieden zurück, trotzdem blieb sie bis heute in den Lehrbüchern. Aufgrund ihrer Unsicherheit entwickelte sich jedoch eine anhaltende Diskussion über die wissenschaftliche Einordnung von Dickinsonia.